# Pensieri pericolosi
Pensieri pericolosi (Dangerous Minds) è un film drammatico del 1995 diretto da John N. Smith e con l'interpretazione di Michelle Pfeiffer.
È basato sul libro autobiografico My Posse Don't Do Homework (re-intitolato Dangerous Minds nel 1996) di LouAnne Johnson, scrittrice, insegnante ed ex-marine statunitense.
Nel 1996 vi è stata anche tratta una serie televisiva prodotta dall'ABC intitolata Dangerous Minds, con Annie Potts nel ruolo della protagonista.

Locandina ufficiale del film

## Trama
Dopo aver prestato servizio per nove anni nel Corpo dei Marines, aver perso il suo bambino ed aver divorziato dal marito rozzo e ignorante, LouAnne Johnson decide di congedarsi e di dedicarsi all'insegnamento: grazie all'aiuto dell'amico e poi collega Hal Griffith, riesce ad ottenere un incarico come assistente per insegnare lettere in un liceo californiano.
LouAnne dovrà fare i conti con la classe considerata la più difficile dell'istituto, composta per lo più da afroamericani e ispanici, tutti provenienti da famiglie disagiate, povere e analfabete, i quali prendono ordini dal loro capo Emilio Ramirez, che si rivelerà poi essere il più intelligente tra i suoi compagni. L'ex Marine non demorde e utilizza qualsiasi metodo per far breccia nei suoi studenti, – nei quali la tradizionale pedagogia ha fallito – parlando con loro onestamente e ponendosi nei loro panni, riuscendo così infine ad essere ben accetta.
Ad esempio, per introdurli alla poesia e avvicinarli in maniera piacevole, LouAnne si serve di testi come il celebre Mr. Tambourine Man di Bob Dylan e Do not go gentle into that good night di Dylan Thomas.
Improvvisamente, la situazione degenera: un giorno Emilio muore ucciso da uno spacciatore al quale aveva soffiato la ragazza, mentre un'altra alunna di LouAnne scopre di essere incinta. La professoressa partecipa al dolore della classe, anche se il preside della scuola e l'amministratore la invitano a lavarsene le mani e a proseguire per la sua strada, dato che questi ragazzi, secondo loro, "non hanno alcuna speranza".
LouAnne dopo varie lotte decide di lasciare l'insegnamento, ma nell'ultimo incontro con i suoi alunni scopre di essere riuscita a cambiarli: i ragazzi hanno capito che l'unica via che hanno a disposizione per uscire dal degrado in cui vivono e smettere di soccombere alle ingiustizie del potere è la cultura. Così LouAnne, commossa, capisce di aver adempiuto la propria missione come insegnante, e decide di restare.

## Produzione
Pensieri pericolosi rappresenta uno degli ultimi film realizzati dal grande produttore Don Simpson.
Il budget del film ammontò a circa 23 milioni di dollari.

### Riprese
Come location principale delle riprese del film venne scelta la stessa scuola in cui insegnava la reale LouAnne Johnson, ovvero la Carlmont High School a Belmont, California, mentre la Burlingame High School a Burlingame venne utilizzata per tutte le scene esterne. Le restanti riprese vennero realizzate ai Warner Hollywood Studios a Burbank, sempre in California.

## Colonna sonora
Tra le canzoni più famose che compongono la colonna sonora del film figura Gangsta's Paradise del rapper Coolio: questo brano è considerato una pietra miliare della storia del rap. Nel videoclip della canzone si alternano scene in cui il rapper canta ad altre estratte dal film.

## Distribuzione
Il film venne distribuito nelle sale cinematografiche degli Stati Uniti l'11 agosto 1995, mentre in Italia uscì il 9 febbraio dell'anno seguente.

## Accoglienza

### Incassi
Al botteghino degli Stati Uniti Pensieri pericolosi incassò oltre 78,5 milioni di dollari, di cui 14,9 milioni soltanto nel primo weekend.

### Critica
Il 19 febbraio 1996 il giornalista italiano Fabio Bo pubblicò la seguente recensione del film:
"Tratto da una vicenda vera, diretto svogliatamente dall'anonimo John N. Smith, Pensieri pericolosi è un film mediocre e un incidente di percorso per la Pfeiffer respinta con tutte insufficienze. Eppure il film, in patria, ha incassato miliardi. Merito forse della colonna sonora curata da Wendy & Lisa e dell'hit Gangsta's Paradise, vendutissimo rap malinconico e struggente interpretato da Coolio."
Diversi anni dopo, sul sito web Rotten Tomatoes il film riceve il 34% delle recensioni professionali positive, con un voto medio di 4.9/10, basato su 44 recensioni.
La giornalista Janet Maslin, scrivendo per il New York Times, lo ha definito un "film falso e condiscendente" e, sebbene abbia elogiato le capacità di recitazione di Pfeiffer, ha affermato che la sceneggiatura "troppo semplice" la rende un personaggio "unidimensionale".

## Riconoscimenti
- 1996 - MTV Movie & TV Awards[13]
  - Candidatura per il miglior film
  - Candidatura per la migliore attrice a Michelle Pfeiffer
  - Candidatura per la migliore canzone originale a Coolio per Gangsta's Paradise
- 1996 - NAACP Image Award[14]
  - Candidatura per la migliore colonna sonora

- 1996 - Grammy Award[15]
  - Grammy Award alla miglior canzone rap a Coolio per Gangsta's Paradise
  - Candidatura per la canzone dell'anno a Coolio per Gangsta's Paradise